# Arthroleptis perreti
Arthroleptis perreti е вид жаба от семейство Arthroleptidae. Видът е застрашен от изчезване.

## Разпространение и местообитание
Разпространен е в Камерун.
Обитава гористи местности, крайбрежия и плажове.